# Otto Hopfenmüller
Otto Hopfenmüller, właśc. Lorenz Hopfenmüller (ur. 29 maja 1844 w Weismain, zm. 21 sierpnia 1890) – niemiecki prezbiter rzymskokatolicki, salwatorianin, dziennikarz, misjonarz.

## Życiorys
6 października 1866 przyjął święcenia kapłańskie w diecezji Bamberg. Ukończył studia doktoranckie na Uniwersytecie w Würzburgu. 
W 1872 został redaktorem katolickiej gazety „Bamberger Volksblatt”. Za pośrednictwem księdza Bonawentury Lüthena zetknął się z salwatorianami. Po śmierci matki zaczął realizować pragnienie dołączenia do wspólnoty zakonnej i wyjazdu na misje. W 1887 w Rzymie został członkiem Katolickiego Towarzystwa Nauczania, przyjmując imię zakonne Otto.
W 1890 z księdzem Angelusem Münzloherem, braćmi Józefem Bächle i Marianusem Schummem wyjechał do Assam w północno-wschodnich Indiach w celu założenia pierwszej salwatoriańskiej misji. Podczas krótkiej pracy misyjnej napisał katechizm w języku Khasi oraz Życie Jezusa i Maryi, zaczął również tłumaczyć Historie Biblijne Schustera.
W wyniku udaru cieplnego zachorował na zapalenie opon mózgowych i zmarł 21 sierpnia 1890.